# Džuntoku
Džuntoku (japonsky: 順徳天皇, Džuntoku-tennó; 22. října 1197 – 7. října 1242) byl v pořadí 84. japonským císařem. Vládl od 12. prosince 1210 do 13. května 1221. jeho vlastní jméno bylo Morinari.
Džuntoku byl třetím synem císaře Go-Toby. Jeho matkou byla Šigeko. V roce 1200 se stal korunním princem. V roce 1210 se po abdikaci svého staršího bratra Cučimikada stal formálně císařem. Cučimikado ale ve skutečnosti ve své vládě pokračoval jako takzvaný klášterní císař, ačkoli na trůnu byl oficiálně Džuntoku. Džuntokův pobyt na trůně skončil v roce 1221, kdy byl v podstatě donucen k abdikaci kvůli Cučimikadovu pokusu svrhnout vládu šógunátu Kamakura (císař byl vlastně loutkou na trůně, stát ovládal představitel šógunátu, tzv. šógun) . Tento pokus vešel do dějin ve známost jako válka Džókjú. Po tomto pokusu byl Džuntoku vyhnán do exilu na ostrov Sado, kde v roce 1241 zemřel.